# Anikó Gyöngyössy
Anikó Gyöngyössy, född 21 maj 1990 i Budapest, är en ungersk vattenpolospelare.
Hon ingick i Ungerns damlandslag i vattenpolo när landslaget tog EM-brons i Budapest 2020.
Gyöngyössy ingick i det ungerska landslag som tog brons i vattenpoloturneringen vid olympiska sommarspelen 2020.